# 丘力居
丘力居（きゅうりききょ、生没年不詳）は、中国後漢末期の人物。烏桓族の大人（部族長）。子は楼班。『後漢書』烏丸伝に記されている。

## 生涯
168年、遼西郡を支配する烏桓族の大人（部族長）となり、5000を超える集落を支配下に置いていたと紹介されている。また上谷には難楼があり、9000を超える集落を支配下においてそれぞれが王を称していたといわれる。後漢の勢力が衰退すると、この勢力を背景にして幽州や青州などに何度も侵攻した。
187年、張純と張挙の反乱に乗じて手を結び、さらに後漢の領土を侵食しようとした。
しかし、劉虞が幽州牧として赴任すると、劉虞を慕う丘力居らは通訳の使者を出して、恭順の意を示そうとした。
このとき、劉虞を妬む公孫瓚に使者を殺害されるなどして交渉を妨害されたが、引き続き丘力居は劉虞に恭順した。烏桓の庇護を受けられなくなった張純は逃亡し、殺害されている。
初平年間に没した。子は幼少だったため、従子の蹋頓がその後を継いだ。